# Robot articulé

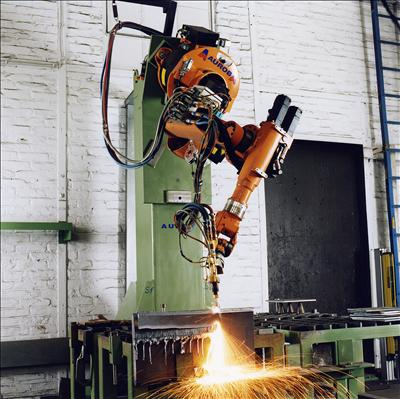
Un robot articulé KUKA

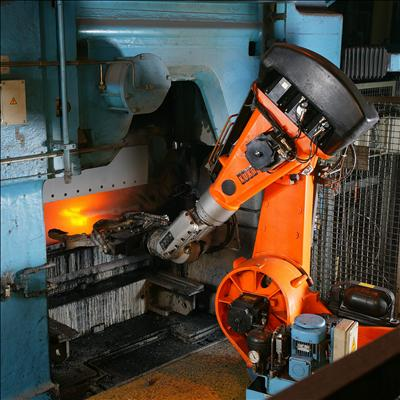
Un robot articulé KUKA (2)

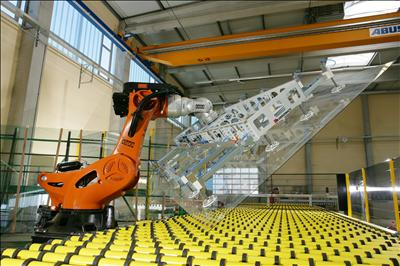
Un robot articulé KUKA (3)

Un robot articulé est un robot avec des axes rotatifs. Il est alimenté par différents moyens, y compris les moteurs électriques.
Certains types de robots, comme les bras, peuvent être articulés ou non-articulés.

## Domaines d'utilisation
Les robots articulés sont très utilisés dans le domaine de l'industrie. Ils permettent de réaliser du soudage, de l'assemblage et de la peinture.

## Fonctionnement
Ils prennent les objets, dévissent les vis de capsules de bouteille, les décantent et les inspectent.
Tous les robots le font avec une précision incroyable et la répétabilité qui résulte en des produits de qualité supérieure pour les clients. Dans les applications telles que la pulvérisation et de distribution, il y a l'avantage de moins de matériaux par la réduction des coûts de plus de pulvérisation et d'un meilleur contrôle du processus. Avec la robotique, il y a aussi le potentiel d'accroissement de la production du fait que les robots sont conçus pour un fonctionnement continu. En fait, tous les travaux trop ennuyeux ou trop dangereux pour l'homme sont des candidats potentiels pour une solution robotique.